# Elecciones municipales de 2003 en Pinto
Las elecciones municipales de 2003 se celebraron en Pinto el domingo 25 de mayo, de acuerdo con el Real Decreto de convocatoria de elecciones locales en España dispuesto el 28 de marzo de 2003 y publicado en el Boletín Oficial del Estado el día 29 de marzo. Se eligieron los 21 concejales del pleno del Ayuntamiento de Pinto mediante un sistema proporcional (método d'Hondt) con listas cerradas y un umbral electoral del 5 %.

## Resultados
La candidatura más votada en esta legislatura fue la del PSOE, cuya lista estaba encabezada por Antonio Fernández González, obteniendo 12 escaños en el pleno municipal, dos menos que en la anterior legislatura. El PP de Luis Miguel Llamas Senra obtuvo 5 escaños, ganando 1 concejal con respecto a las elecciones de 1999. El partido municipal Juntos por Pinto, entró por primera vez al consistorio con 2 concejales e Izquierda Unida perdió un concejal, obteniendo 2. Los resultados completos se detallan a continuación.
| Candidatura                          | Candidatura                              | Votos  | %                               | Concejales                      |
| ------------------------------------ | ---------------------------------------- | ------ | ------------------------------- | ------------------------------- |
|                                      | Partido Socialista Obrero Español (PSOE) | 9279   | 53,44                           | 12                              |
|                                      | Partido Popular (PP)                     | 3709   | 21,36                           | 5                               |
|                                      | Izquierda Unida                          | 1689   | 9,73                            | 2                               |
|                                      | Juntos por Pinto                         | 1437   | 8,28                            | 2                               |
| Los Verdes de la Comunidad de Madrid | Los Verdes de la Comunidad de Madrid     | 496    | 2,66                            | 0                               |
| Los Verdes                           | Los Verdes                               | 240    | 1,38                            | 0                               |
| Votos en blanco                      | Votos en blanco                          | 513    | 2,92                            | n/a                             |
| Votos válidos                        | Votos válidos                            | 16 850 | 100,00                          | 21                              |
| Votos nulos                          | Votos nulos                              | 179    | Participación: \| \| 66,40 % \| | Participación: \| \| 66,40 % \| |
| Votantes                             | Votantes                                 | 17 542 | Participación: \| \| 66,40 % \| | Participación: \| \| 66,40 % \| |
| Electores                            | Electores                                | 25 381 | Participación: \| \| 66,40 % \| | Participación: \| \| 66,40 % \| |
|                                      | 66,40 %                                  |        |                                 |                                 |

## Concejales electos
Relación de concejales electos:
| N.º | Nombre                                 | Lista | Lista |
| --- | -------------------------------------- | ----- | ----- |
| 1   | Antonio Fernández González             |       | PSOE  |
| 2   | Fernando González Gutiérrez            |       | PSOE  |
| 3   | Luis Miguel Llamas Senra               |       | PP    |
| 4   | Sacramento Rodríguez Tena              |       | PSOE  |
| 5   | María Alita Camacho Velayos            |       | PSOE  |
| 6   | Juan José María Nieto                  |       | PSOE  |
| 7   | Miriam Rabaneda Gudiel                 |       | PP    |
| 8   | Carlos Penit Rodríguez                 |       | IU    |
| 9   | Jerónimo Antonio Corrales Romero       |       | PSOE  |
| 10  | José Luis Esparcia Gil                 |       | JP    |
| 11  | María del Prado de la Asunción Camacho |       | PSOE  |
| 12  | Carlos de la Torre Vico                |       | PP    |
| 13  | Juan Tendero Sielva                    |       | PSOE  |
| 14  | Laura del Moral Catalán                |       | PSOE  |
| 15  | Sixto Ortiz Gálvez                     |       | PSOE  |
| 16  | Julio López Madera                     |       | PP    |
| 17  | Ángel Herrero Manso                    |       | IU    |
| 18  | Ruth Ballesteros Barriga               |       | PSOE  |
| 19  | Ana Olga Reguilón Aguado               |       | PSOE  |
| 20  | Nuria Morán Salso                      |       | PP    |
| 21  | Reyes Maestre Fraguas                  |       | JP    |